# Yamia watasei
Yamia watasei är en spindelart som beskrevs av Kishida 1920. Yamia watasei ingår i släktet Yamia och familjen fågelspindlar.
Artens utbredningsområde är Taiwan. Inga underarter finns listade i Catalogue of Life.